# فرانسیسکو آروئه
فرانسیسکو آروئه (اسپانیایی: Francisco Arrué‎؛ زادهٔ ۷ اوت ۱۹۷۷) بازیکن سابق فوتبال اهل شیلی است.

## باشگاهی
از باشگاه‌هایی که در آن بازی کرده‌است می‌توان به باشگاه فوتبال اونیورسیداد شیلی، باشگاه فوتبال لوتسرن، باشگاه فوتبال لگانس، باشگاه فوتبال کولو-کولو، و اتلتیکو ناسیونال اشاره کرد.